# نظام القتال الجوي المستقبلي
طُور مفهوم نظام القتال الجوي المستقبلي في إطار برنامج اقتناء التكنولوجيا الأوروبية والذي بدأ عام 2001 بالتعاون مع ألمانيا وفرنسا وبريطانيا وإيطاليا والسويد وإسبانيا. كان مفهوم نظام القتال الجوي المستقبلي الجديد هو الذي يجمع بين الأنظمة المأهولة وغير المأهولة والطائرات المقاتلة و الطائرات بدون طيار، ليكون أكثر كفاءة في السيناريوهات المستقبلية من الأنظمة المأهولة وحدها.
طلبت ألمانيا وإسبانيا عام 2017 من شركة إيرباص البدء في العمل على اقتراح لطائرة مقاتلة جديدة تحت اسم نظام القتال الجوي المستقبلي.
في 2018 وخلال معرض برلين الدولي للطيران، أعلنت داسو للطيران وايرباص اتفاقية للتعاون في تطوير هذا النظام. في ديسمبر 2018، رحبت وزارة الدفاع الألمانية باهتمام إسبانيا بالبرنامج.
في 12 فبراير 2020، وافقت لجنة الميزانية في البرلمان الألماني على المرحلة الأولى (1 أ) من برنامج البحث والتطوير. وجرى التوزيع الصناعي للبرامج الفرعية الخمسة الأولى بعدها.

## التطور

### المظاهر الأولية

#### المرحلة 1 أ - العقد الإطاري الأولي
تم منح شركة داسو وإيرباص وشركائهما عقد الإطار الأولي اعتبارًا من فبراير 2020، ومن المتوقع أن تغطي فترة 18 شهرًا من البحث والتطوير. وتم استبعاد إسبانيا:
- مقاتلة الجيل التالي، مع شركة داسو للطيران كمقاول رئيسي وشركة إيرباص كشريك رئيسي
- الأنظمة غير المأهولة (طائرات بدون طيار) مع شركة ايرباص كمقاول رئيسي وشركة إم بي دي إيه الأوروبية كشريك رئيسي.
- أنظمة السحابة القتالية مع ايرباص كمقاول رئيسي وتاليس كشريك رئيسي.
- المحرك مع سنيكما و أم تي يو للمحركات الجوية كشريك رئيسي.

#### المرحلة 1 ب
سيتمُّ إشراك موردين إضافيين.

## رابط خارجي
- الموقع الرسمي